# Ideologien og ideologiske statsapparater
Ideologien og ideologiske statsapparater (Idéologie et appareils idéologiques d'Etat) udkom på fransk i tidsskriftet La Pensée i 1970, og i dansk oversættelse på pirattryk i 1972. Louis Althusser behandler i artiklen ideologiens virkemåde og funktion samt dens centrale rolle i reproduktionen af det kapitalistiske samfund. Artiklen er et bidrag til en teori om overbygningen, og behandler aspekter af begge de to niveauer i overbygningen: det juridisk-politiske (loven og staten) og det ideologiske (religiøse, moralske, juridiske og politiske mv. ideologier). Den er således et led i Althussers bestræbelse på at videreudvikle marxismen som videnskab, der blev indledt med bogen For Marx.
I artiklen udforsker Althusser ideologien og udvikler begrebet om ideologiske statsapparater og teoretiserer over deres funktion. Han deler således statsapparatet op i henholdsvis det repressive statsapparat (regering, administration, hær, politi, domstole, fængsler mv.) og de ideologiske statsapparater (det religiøse, det skolemæssige, det familiemæssige, det juridiske, det politiske mv.). Nogle af disse ideologiske statsapparater, mest åbenlyst familien, tilhører det, man sædvanligvis vil kalde den private sfære, der oftest fremstilles som en modsætning til staten. Althussers pointe er dog her, at staten er selve forudsætningen for opdelingen mellem offentlig og privat. Althusser skelner altså mellem forskellige divisioner af statsapparatet; en skelnen som de klassiske marxister aldrig har udviklet teoretisk. Endvidere må man, ifølge Althusser, skelne mellem statsmagt og statsapparat. Althusser mener, som de klassiske marxister, at staten er et redskab for den herskende klasses interesser, samt at arbejderklassen må erobre statsmagten for bl.a. at bekæmpe det borgerlige statsapparat.
En af de centrale pointer er, at både de ideologiske statsapparater og det repressive statsapparat er nødvendige for at skabe betingelserne for, at produktionsforholdene kan reproduceres.

## Det repressive statsapparat og de ideologiske statsapparater
De to typer for statsapparater adskiller sig fra hinanden derved, at den første overvejende bygger på vold, mens den anden overvejende bygger på ideologisk prægning. Althusser understreger dog, at de to typer rummer både vold og ideologi. Som eksempel nævner Althusser, at fx politiet også rummer en ideologisk prægning, mens fx skoler også rummer elementer af vold og udelukkelse som sanktion.
For at nuancere den klassiske marxismes ensidige fokus på overtagelse af statsmagten, understreger Althusser, at de ideologiske statsapparater ikke blot kan være indsats i klassekampen, men også stedet for den. Althusser fremhæver ligeledes, at den tidligere dominerende klasse vil kunne gøre sin indflydelse gældende længere i de ideologiske statsapparater end i det repressive statsapparat i tilfælde af at en ny klasse overtager statsmagten.
Althusser taler endvidere om, at der er 'dominerende ideologiske statsapparater', og at det dominerende i det moderne samfund er skolen, eller rettere skolesystemet, der indprenter ideologien gennem ideologisk præget know-how (fx sprog og matematik) og gennem ren ideologi (fx samfundsfag og religion). Han skriver om skolesystemet, at enhver gruppe, der falder fra på vejen, er praktisk udstyret med den ideologi, der passer til den rolle, som den må udfylde i et klassesamfund: de udbyttede (”professionel”, ”moralsk”, ”borgerlig”, ”national”, og a-politisk ”bevidsthed); rollen som agent for udbytningen (vide hvordan man kommanderer med og taler til arbejderne; rollen som repressionsagenter (vide hvordan man får folk til at adlyde uden diskussion; eller ideologiens professionelle (vide hvorledes man behandler bevidsthederne med den passende respekt, foragt, afpresning etc.
Althusser mener, at parret 'skole-familie' har erstattet parret 'kirke-familie', som de centrale ideologiske statsapparater. Han skriver, at det ikke er tilfældigt, at hovedparten af den ideologiske kamp fra det sekstende til det attende århundrede koncentrerede sig om den antiklerikale og antireligiøse kamp. Det er en funktion af selve den dominerende position som det religiøse ideologiske statsapparat indtog.
En helt central forudsætning for fx skolens funktion er, at den i ideologien fremstilles som et neutralt miljø, der således er blottet for ideologi. 

## Om ideologien
Den tyske ideologi indeholder en teori om ideologien, men den er, ifølge Althusser, ikke marxistisk. Derfor forsøger han at udstikke linjerne for en marxistisk teori om ideologien.
Ideologien er, som det ubevidste hos Freud, evig. Althusser mener, at konkrete ideologier har en historie (der i sidste instans er determineret af klassekampen), mens ideologi som sådant er ahistorisk, eller snarere transhistorisk, idet den altid er til stede.
Det er den, som Althusser forklarer i den første af to teser, fordi ideologien repræsenterer individernes imaginære forhold til deres virkelige eksistensbetingelser. Den anden tese går på, at ideologien har en materiel eksistens. Hermed menes, at et individs ideologi omsættes i handling, der er indsat i praktikker. Disse praktikker styres af ritualer, hvorigennem praktikkerne indskriver sig i et materielt eksisterende ideologisk apparat.
Her når vi til endnu en central pointe, og et af Althussers vigtige teoretiske bidrag; nemlig at individerne gennem ideologien interpelleres og bliver til subjekter. Der er en gensidighed mellem subjekt og ideologi, idet subjektet er en konstituerende kategori for enhver ideologi, mens ideologien omvendt konstituerer subjektet. Ideologien opererer gennem miskendelse og genkendelse. Miskendelsen ligger i, at individets imaginære forhold til sine eksistensbetingelser fremstår som de virkelige eksistensbetingelser. Genkendelsen fungerer på mange niveauer og hele tiden: en hilsen, en tiltale ved navn osv. Althusser skriver, at mennesker altid allerede er subjekter og som sådan uden afbrydelse konstant praktiserer den ideologiske genkendelses ritualer. Individerne er altid-allerede subjekter, da ideologien er evig og idet genkendelsen sker allerede inden individet fødes.
Interpellationen af individerne forudsætter ”eksistensen” af et Andet Subjekt [bemærk stort begyndelsesbogstav]. Gud er det mest åbenlyse eksempel på et sådant, idet Gud er Subjektet par excellence; den som er ved sig og for sig. Det Andet Subjekt står således i centrum og spejler sig i subjekterne, der på deres side også spejler sig i Subjektet. Ved transformationen af individerne til subjekter ved interpellation skal 'subjekt' således forstås dobbelt: det er en dobbelt spejlmæssig relation, der dels underkaster subjekterne under Subjektet, og dels gør individerne til frie og ansvarlige væsner. Individet bliver interpelleret og gjort til (frit) subjekt, for at det frivilligt kan underkaste sig Subjektets ordrer.